# 尹安

尹安（1959年6月—2023年7月12日），华人地质学家，中华人民共和国教育部长江学者讲座教授，加州大学洛杉矶分校教授，主要从事大陆构造演化、岩石力学与地球动力学等方面的研究工作。

## 生平
1959年6月，尹安出生于中华人民共和国黑龙江省哈尔滨市。20世纪70至80年代，先后就读于北京大学地质学系、南加州大学，1987年起在加州大学洛杉矶分校工作，2023年7月，在北美野外指导学生实习期间逝世，时年64岁。

## 奖项
- 1994年获得美国地质学会青年科学家奖
- 2022年获得彭罗斯奖[5]